# یون هی-یونگ
یون هی-یونگ (انگلیسی: Yoon Hye-young؛ زادهٔ ۱۵ مارس ۱۹۷۷) کماندار اهل کره جنوبی است.